# Service de prévision ionosphérique
Le Service de prévision ionosphérique (SPIM) est un organisme français créé en 1946 par Yves Rocard[réf. souhaitée], alors dirigeant les recherches de la Marine nationale.
Il sert l'utilisation des ondes de haute fréquence, appelées ondes courtes, en éditant des graphiques qui pour la liaison considérée donnent, en fonction de la fréquence et de l'heure, la probabilité (statistique mensuelle) d´une communication satisfaisante. Les indications reposent sur un modèle développé par Karl Rawer, son directeur scientifique de 1946 à 1956, qui tient compte de la multiplicité des parcours entre l'ionosphère et la terre et de la variation de l'activité solaire au cours du cycle solaire. Le SPIM a installé plusieurs stations de sondage en particulier en Afrique (comme Dakar, Lwiro, Tananarive) .
Le Service portait d'abord le surnom « Marine », plus tard « Militaire ». Avec le surnom « national », il fut enfin intégré au Centre national d'études des télécommunications (CNET)[réf. souhaitée].